# Triumfetta ferruginea
Triumfetta ferruginea är en malvaväxtart som beskrevs av Ko Ko Lay. Triumfetta ferruginea ingår i släktet triumfettor, och familjen malvaväxter. Inga underarter finns listade i Catalogue of Life.